# アイスクリームライブ
KAF LIVE STREAMING COVER LIVE「アイスクリームライブ」は、2020年6月14日にYouTube上で配信されたカバーライブである。花譜の好きな曲だけをピックアップしたもので、『花譜 1st ONE-MAN LIVE「不可解」』でも披露された「五月雨」「死神」「命に嫌われている」などのカバー楽曲に加え、キズナアイのオリジナルソング「the MIRACLE」や霜降り明星の粗品が制作したボーカロイドソング「ビームが撃てたらいいのに」などをカバーした。
また、カバーライブアルバム「I SCREAM LIVE」が発売されているほか、続編となるライブや花譜の所属するV.W.Pのほかのメンバーによるライブも開催されており、これらについても本項で述べる。

## バンドメンバー
ライブ当日のバンドでは、ギターは伊藤翔磨、ベースは花村智志、ピアノは及川創介、カホンとパーカッションは黒田泰平が担当していた。また、アレンジは及川と伊藤による。

## I SCREAM LIVE
I SCREAM LIVE（アイスクリームライブ）とは、KAF LIVE STREAMING COVER LIVE「アイスクリームライブ」を音源化した花譜のカバーライブアルバムである。2020年8月19日にリリースされた。当初はBOOTH上で販売され、現在ではFINDME STOREで販売されている。CD3枚組で、全30曲が収録されている（トラック数は43）。

### 収録曲
レコーディングおよびミックスエンジニアはbirdle houseの齊藤裕也が、マスタリングエンジニアは Mastering Studio TEMAS の吉良武男が担当した。以下、特記のない収録曲および作詞・作曲はアルバムジャケットに記載されているもので、（）内はカバー元アーティストを表す。
DISC1
1. MC1
2. さよならミッドナイト
作詞・作曲：大柴広己
3. 少女レイ
作詞・作曲：みきとP
4. 猛独が襲う
作詞・作曲：一二三
5. 美しく、闇
作詞・作曲：一二三
6. MC2
7. 回る空うさぎ
作詞・作曲：Orangestar
8. 雨き声残響
作詞・作曲：Orangestar
9. イヤホンと蝉時雨
作詞・作曲：Orangestar
10. MC3
11. 死んでしまったのだろうか
作詞・作曲：Guiano
12. 忘れたいことばっかだ
作詞・作曲：Guiano
13. LAZY
作詞・作曲：雄之助
14. MC4
15. 五月雨
作詞・作曲：崎山蒼志

DISC2
1. MC5
2. 死神
作詞・作曲：大森靖子
3. ミッドナイト清純異性交遊
作詞・作曲：大森靖子
4. MC6
5. プラスティック・ラヴ
作詞・作曲：竹内まりや
6. ダンスが僕の恋人（東京ゲゲゲイ）
作詞：牧宗孝、作曲：安宅秀紀
7. 宙ぶらりん（MONSTER GIRLFRIEND）
作詞：MIKEY、作曲：MIKEY/安宅秀紀
8. 電話をするよ（UA）
作詞・作曲：渡辺慎
9. MC7
10. 明けない夜のリリィ
作詞・作曲：傘村トータ
11. あなたの夜が明けるまで
作詞・作曲：傘村トータ
12. MC8

DISC3
1. MC9
2. Fall In Loveに恋してるっ♪
作詞・作曲：清竜人
3. 銀河（ORESAMA）
作詞：ぽん、作曲：小島英也
4. the MIRACLE（キズナアイ）
作詞：水野良樹、作曲：水野良樹/ゆのみ
5. ビームが撃てたらいいのに
作詞・作曲：粗品
6. MC10
7. 愛にできることはまだあるかい（RADWIMPS）
作詞・作曲：野田洋次郎
8. おやすみ泣き声、さよなら歌姫（クリープハイプ）
作詞・作曲：尾崎世界観
9. ロックンロールは鳴り止まないっ（神聖かまってちゃん）
作詞・作曲：の子
10. 今夜がおわらない（ふぇのたす）
作詞・作曲：山本奨
11. MC11
12. 命に嫌われている
作詞・作曲：カンザキイオリ
13. MC12
14. 魔法 feat.理芽
作詞・作曲：カンザキイオリ（花譜 feat.理芽）
15. MC13
16. 空洞です（ゆらゆら帝国）
作詞：坂本慎太郎、作曲：亀川千代/坂本慎太郎/柴田一郎

## 続編
2023年1月28日には、第2弾となるカバーライブ、『KAF LIVE STREAMING COVER LIVE「アイスクリームライブ2」』が無料配信された。この際の出演は、ボーカルが花譜、ピアノ・シンセサイザー・MPC・マニピュレータが及川創介、ギターが伊藤翔磨であった。ライブの楽曲とMCを収録したCD『Cover Live Album「I SCREAM LIVE 2」』が販売されている。
2024年8月29日には、カバーライブ第3弾、『Streaming Cover Live「I SCREAM LIVE3」』（アイスクリームライブ3）がYouTube上で無料配信された。GOBLIN.北参道店にて同時視聴会も開催された。ライブの楽曲とMCを収録したCD『Cover live Album「I SCREAM LIVE 3」』が販売されている。

## 花譜以外のストリーミングカバーライブ
花譜のアイスクリームライブに因み、V.W.Pのメンバーによるストリーミングカバーライブはそれぞれ、理芽がチョコレートライブ、春猿火がシュークリームライブ、ヰ世界情緒がキャンディライブ、そして幸祜があられライブと名付けられている。